# Luze
Luze – miejscowość i gmina we Francji, w regionie Burgundia-Franche-Comté, w departamencie Górna Saona.
Według danych na rok 1990 gminę zamieszkiwało 596 osób, a gęstość zaludnienia wynosiła 56 osób/km² (wśród 1786 gmin Franche-Comté Luze plasuje się na 268. miejscu pod względem liczby ludności, natomiast pod względem powierzchni na miejscu 398.).